# 법학
법학(法學)은 법률을 연구 대상으로 하는 학문이다. 법학에서는 법의 개념을 정리하고 법률의 종류를 분류하며 법의 효력, 적용과 해석 등을 연구한다.
과거 대한민국의 경우, 법학이 사회문제와 법현실을 외면하고 오로지 법률학에만 치중한 결과 개념법학, 체제법학이라는 비난을 받았으며, 사법시험을 합격을 위한 수험과목 정도로 전락했다는 수험법학이라는 오명이 제기되되기도 했으나 민주화가 진전됨에 따라 많은 연구자들에 의해 올바른 접근과 방법론에 따른 연구성과가 축적되고 있으며 많은 부분이 개선되고 있다.

## 분류
일반적으로 법학은 실제의 문제에 적용하는 것을 전제로 실정법의 의미를 인식하고 체계화하는 실용법학과 법에 대한 기초적인 연구를 지향하는 이론법학(기초법학)으로 나뉜다. 법해석학은 실용법학의 대표적인 부분으로, 실제로 제정된 법이나 관습법 등을 학문의 대상으로 삼는다. 이에 비해 이론법학은 이러한 실정법을 보충하는 의미에서 철학적인 고찰이나 일반이론의 탐구, 역사적인 흐름의 연구 등을 수행한다.

### 실용법학

#### 법해석학
법해석학
- 공법:
  - 헌법학: 헌법총론, 기본권론, 통치구조론, 헌법재판론
  - 행정법학: 행정법총론, 행정소송법, 국가보상법(국가배상법), 경찰법, 교육법, 환경법, 방송법
  - 조세법학
  - 재정법학
  - 사회법학

- 사법
  - 민법: 민법총칙, 물권법, 담보물권법, 채권총론, 계약법, 사무관리, 부당이득, 불법행위, 가족법(친족법, 상속법)
  - 상법: 상법총칙, 회사법, 상행위법, 보험법, 해상법, 유가증권법(수표법, 어음법), 증권거래법
  - 신탁법
  - 노동법
  - 소비자보호법
  - 지적재산권법: 특허법, 저작권법
  - 경제법
  - 민사소송법, 민사집행법
  - 국제사법

- 형사법
  - 형법: 형법총론, 형법각론
  - 형사소송법

- 국제법

#### 법정책학
- 법정책학
  - 입법정책학
  - 사법정책학

### 이론법학
- 법철학
- 법사상
- 법사학
  - 법제사학
    - 로마법, 교회법
    - 중국법제사, 한국법제사

  - 법사상사
- 비교법학
  - 대륙법
    - 독일법: 독일법제사、독일 헌법, 독일 민법, 독일 형법
    - 프랑스법: 프랑스법제사、프랑스 헌법, 프랑스 민법, 프랑스 형법
    - 일본법
    - 대한민국법

  - 영미법
    - 미국법: 미국법제사, 미국 헌법

  - 이슬람법

- 법사회학
- 형사정책학 (대분류)
  - 형사학
    - 범죄학
    - 형벌학

  - 정책학
    - 형사정책학 (소분류)
- 법 경제학
- 실정법체계
  - 자연법·실정법
  - 공법·사법·사회법
  - 실체법·절차법
  - 민사법·형사법
  - 국내법·국제법

## 같이 보기
- 법률